# Leonardo (azienda)
Leonardo S.p.A. è una società italiana a controllo pubblico attiva nei settori della difesa, dell'aerospazio e della sicurezza. Il suo maggiore azionista è il Ministero dell'economia e delle finanze italiano, che possiede circa il 30% delle azioni.
Dal 1948 fino al 2016 fu denominata Finmeccanica S.p.A., quando ha cambiato nome in Leonardo-Finmeccanica S.p.A. ad aprile 2016 e ha successivamente assunto l'attuale denominazione sociale dal 1º gennaio 2017. Dal 1º gennaio 2016 in Leonardo-Finmeccanica sono confluite le attività delle società precedentemente controllate AgustaWestland, Alenia Aermacchi, Selex ES, OTO Melara e Wass.
Nel 2024 Leonardo è la quattordicesima impresa di difesa del mondo ed è la seconda nell'Unione europea per grandezza, con entrate dal settore difesa che rappresentano il 75% del proprio fatturato. La società è quotata nell'indice FTSE MIB della Borsa Italiana. L'azienda è strutturata in cinque divisioni operative: elicotteri, velivoli, aerostrutture, elettronica e cyber security (ex sistemi per la sicurezza e le informazioni) e nel 2025 dopo la creazione di LRMV e dopo l'acquisto di IDV, si aggiunge la sesta divisione specializzata in armamenti terrestri.

## Storia
La prima delle società storicamente appartenute al gruppo fu la "Società delle miniere di mercurio del Monte Amiata", costituita con atto per notaio Giuseppe Capitani di Livorno in data 20 giugno 1897, Repertorio n. 9244, con le seguenti variazioni di denominazione e di ragione sociale:
- 1917, muta in "Monte Amiata Società Anonima Mineraria"[13]
- 1949, in "Monte Amiata - Società Mineraria per Azioni"[14], adeguando lo statuto alle disposizioni del codice civile
- 1974, in "Società Immobiliare e Finanziaria per azioni (SIFA)"[15]
- con delibera assembleare del 30 aprile 1985 muta denominazione in "Società Immobiliare e Finanziaria per Azioni"[16]
- il 20 ottobre 1992 la "Società Immobiliare e Finanziaria per Azioni - SIFA" ha incorporato la "Finmeccanica - Società finanziaria per Azioni", modificando la propria denominazione in "FINMECCANICA - Società per azioni"[17].

### Finmeccanica: periodo IRI (1948 - anni ottanta)
Nata il 18 marzo 1948 come Società Finanziaria Meccanica, finanziaria caposettore dell'IRI (Istituto per la Ricostruzione Industriale) per il settore meccanico, per molti decenni è stata una holding piuttosto diversificata; fino agli anni ottanta le principali aziende del gruppo erano:
- l'Aeritalia (nata nel 1969 dalla fusione della Società Italiana Aviazione, di proprietà della FIAT, dell'Aerfer e della Salmoiraghi, del gruppo Finmeccanica), attiva nella costruzione di aerei a corto-medio raggio nonché nella fornitura ai grandi costruttori di aerei civili e militari;
- l'Alfa Romeo (settore automobilistico), ceduta al gruppo FIAT nel 1986;
- l'Ansaldo, che, scorporate le storiche attività cantieristiche, era attiva prevalentemente nell'elettromeccanica (turbine, centrali, trasmissione) e nel settore ferroviario.

Nel 1991 SIFA (Società Immobiliare e Finanziaria per Azioni, ex Monte Amiata) incorporò per fusione la Finmeccanica.

### Il progetto della "grande Finmeccanica"
Dal 1982, con Fabiano Fabiani direttore generale e poi amministratore delegato, prende corpo il progetto della "grande Finmeccanica", cioè di centralizzare nella finanziaria pubblica le aziende italiane attive in settori tecnologicamente avanzati e conferire così una certa "massa critica" alla presenza italiana (pubblica e privata) in settori come le tecnologie spaziali, i sistemi di difesa, la robotica, la microelettronica, fino ad allora frammentata tra le finanziarie Finmeccanica, STET (IRI), e Finbreda (EFIM), in quanto, pur trattandosi di gruppi con il medesimo azionista (lo Stato), le varie aziende di fatto si muovevano autonomamente e la collaborazione tra di esse era minima. Vi erano inoltre alcuni gruppi privati in difficoltà nei quali Finmeccanica acquisì partecipazioni (risalgono a quegli anni l'ingresso nel capitale dell'Aermacchi, acquisita completamente vent'anni dopo, e l'acquisizione delle Officine aeronavali di Venezia). Questo processo di centralizzazione fu lento e molto contrastato per le rivalità politiche nella spartizione degli incarichi ai vertici di aziende e finanziarie. Il 21 maggio 1987 diventa Finmeccanica S.p.A.
A partire dal 1978, le società del gruppo Finmeccanica Ansaldo, Oto Melara, Elsag e ElsagDatamat, con una scelta pionieristica per l'epoca, iniziano una collaborazione ventennale con il pittore ligure Rino Valido che progetta per loro spazi espositivi con grandi opere d'arte che univano estetica e tecnologia in contesti industriali, esplorando nuovi materiali e tecniche di produzione.

### L'acquisizione delle aziende dalla Stet
Il primo risultato fu raggiunto nel 1989, quando Stet cedette a Finmeccanica tre aziende-chiave:
- la Selenia, attiva nelle tecnologie spaziali, nei sistemi radar civili e militari e nei sistemi di difesa (missili e siluri), che si fuse con l'Aeritalia per dare origine ad Alenia, poi diventata Alenia Aerospazio e infine Alenia Aeronautica;
- la Elsag (già Elettronica San Giorgio), attiva nella robotica e nell'automazione industriale;
- le quote nella SGS-Thomson, joint-venture italo-francese produttrice di semiconduttori, che negli anni novanta prese il nome di ST Microelectronics e divenne uno dei maggiori gruppi del settore.

Nel 1990 acquisì le attività italiane del gruppo inglese Ferranti, che comprendevano aziende già in ambito Montedison come la fiorentina OTE (comunicazioni mobili), la milanese LABEN (spazio) e la Elmer (elettronica) di Pomezia.

### Gli anni novanta
Nel 1993 parte del capitale Finmeccanica fu aperto ai privati e l'azienda fu quotata in Borsa. Con la messa in liquidazione dell'EFIM e delle sue controllate, essa divenne polo aggregante dell'industria italiana della difesa. Nel 1994 Finmeccanica assorbì aziende storiche, controllate da EFIM, come la Breda Meccanica Bresciana (munizioni), la Oto Melara di La Spezia (artiglieria), la Officine Galileo di Firenze (sistemi di puntamento) e la Agusta di Samarate (provincia di Varese, elicotteri); nel 1996, dopo anni di estenuanti trattative con i liquidatori dell'EFIM, fu ufficializzato l'acquisto della Breda Costruzioni Ferroviarie, che andò a formare la AnsaldoBreda.

### Gli anni duemila
Tra il 1999 e il 2000 Finmeccanica stipulò con la britannica Marconi (poi BAE Systems) la joint venture AMS, che raccoglieva le attività ex Selenia nell'elettronica per la difesa, e con GKN fu costituita la joint-venture AgustaWestland, che costituiva il secondo produttore di elicotteri al mondo.
Dal 2001, sotto la presidenza di Pier Francesco Guarguaglini, la strategia di sviluppo di Finmeccanica si focalizzò nel settore dell'aerospazio e della difesa. Ulteriori passi in tale direzione furono:
- nel 2002-2003 le acquisizioni di Marconi Mobile (telecomunicazioni), Telespazio (trasmissioni satellitari) e della varesina Aermacchi (velivoli da addestramento militare);
- nel 2004-2005 la ridefinizione degli accordi delle joint-venture AgustaWestland e AMS, che portarono Finmeccanica ad assumerne il pieno controllo (rilevando così anche numerosi stabilimenti nel Regno Unito) ed a diventare la terza azienda europea per fatturato nel settore della difesa. Fuori da tale strategia rimanevano Ansaldo Energia, Ansaldo STS e AnsaldoBreda.

Finmeccanica inoltre possiede ancora una partecipazione (intorno al 10%) in ST Microelectronics e una quota del 14% nella Avio (già Fiat Avio), produttrice di propulsori aerei e navali, acquisita dal gruppo Fiat nel 2003. Dopo la messa in liquidazione dell'IRI nel 2002, il pacchetto di controllo di Finmeccanica è direttamente in mano al Ministero dell'economia e delle finanze.
Nell'ottobre 2008 viene finalizzata l'acquisizione (per 3,4 miliardi di euro) della DRS Technologies, società statunitense specializzata nel settore dei servizi e dei prodotti elettronici integrati per la difesa.
A seguito del processo di privatizzazione, il Ministero dell'economia e delle finanze è diventato il principale azionista, con una quota pari al 30,2% della società (dato aggiornato al 2016). Questa partecipazione è soggetta alla disciplina dettata dal DPCM del 28 settembre 1999, secondo la quale tale quota non può scendere al di sotto della soglia minima del 30% del capitale sociale. Nessun altro azionista può detenere una quota del capitale di Finmeccanica superiore al 3% senza l'approvazione del Ministero.
Nell'ottobre del 2012 la procura di Napoli apre un'inchiesta sul gruppo per, come scrive il GIP Dario Gallo nella sua ordinanza di custodia, un «preoccupante ricorso da parte di Finmeccanica e società collegate a pratiche corruttive per l'acquisizione delle commesse di governi stranieri». L'indagine riguarda una fornitura per un ingentissimo importo di navi fregata al Brasile e forniture di elicotteri e armamenti allo Stato di Panama. Sono indagati, per corruzione internazionale in riferimento a un presunto tentativo di mediazione nell'affare, anche l'ex ministro Claudio Scajola e il suo portavoce.
A seguito di un'ordinanza del giudice di Busto Arsizio, il 12 febbraio 2013 viene arrestato l'amministratore delegato e presidente Giuseppe Orsi, accusato di corruzione internazionale e del presunto versamento di tangenti per la vendita di dodici elicotteri al governo indiano. Nel 2019 Orsi viene completamente scagionato dalla magistratura italiana. Uomo-chiave della vicenda è il mediatore e faccendiere britannico Christian James Michel, accusato di riciclaggio dalle autorità indiane ed estradato da Dubai a novembre del 2018, secondo le fonti anonime del canale d'informazione indiano Republic TV. Smentendo ripetutamente di conoscere o aver avuto legami di qualche tipo con la famiglia Gandhi, Michel accusa il governo Modi di aver proposto all'esecutivo italiano uno scambio politico fra il caso dei due marò e un passaggio di informazioni che potesse screditare il suo predecessore Sonia Gandhi, collegandola alla vicenda degli elicotteri Agusta Westland.
Il 13 febbraio 2013 il CdA di Finmeccanica nomina Alessandro Pansa amministratore delegato e conferisce la carica di vice presidente al consigliere Guido Venturoni.
Il 3 luglio 2013 il governo Letta designa come presidente di Finmeccanica l'ex capo della polizia Gianni De Gennaro.
Nel dicembre 2013 Finmeccanica cede al Fondo Strategico Italiano il 39,55% della propria quota di capitale in Ansaldo Energia. Il restante 15% della quota Finmeccanica verrà ceduta entro il 31 dicembre 2017.
Gli anni duemila si caratterizzano anche per una riorganizzazione del gruppo, che attraverso la concentrazione a livello di gruppo in Finmeccanica Real Estate della proprietà degli immobili e impianti (strumentali all'attività operativa, e no) e relativa gestione ─ come la negoziazione delle forniture energetiche ─ e la centralizzazione in Finmeccanica Group Service degli acquisti non business critics, principalmente appalti e servizi non direttamente legati al prodotto finale.
Il 15 maggio 2014 l'assemblea degli azionisti Finmeccanica ha nominato un nuovo consiglio di amministrazione per il triennio 2014-2016. Alla presidenza del gruppo è stato confermato Gianni De Gennaro, mentre Mauro Moretti, già amministratore delegato di Ferrovie dello Stato, è stato nominato amministratore delegato e direttore generale.
Nello stesso anno Finmeccanica cede BredaMenarinibus alla nuova società Industria Italiana Autobus (20% Finmeccanica e 80% King Long). Nel 2015 Finmeccanica si accorda con Hitachi per la vendita al gruppo giapponese delle partecipazioni in AnsaldoBreda e in Ansaldo STS e con il Gruppo Danieli per la vendita della controllata FATA.
Secondo un rapporto realizzato nel 2013 da Prometeia e Oxford Economics, il gruppo generava un valore della produzione superiore agli 11 miliardi di euro, rappresentava l'1,9% del valore totale delle esportazioni, contribuiva per il 5% al saldo commerciale della manifattura e la produttività del lavoro era oltre il 65% più alta della media. Nel 2012 aveva investito 1,3 miliardi di euro in R&S in Italia, pari al 12,3% della spesa complessiva da parte delle aziende italiane e il 6,6% della spesa totale in R&S in Italia (di cui dalle autorità pubbliche per il 30% della spesa totale in R&S, e circa il 48% dei finanziamenti provengono dall'Unione europea e dai clienti). In Italia 94 province su 110 avevano un fornitore che vendeva direttamente a Finmeccanica, con acquisti per oltre 4,6 miliardi di euro divisi fra 7 000 fornitori.

### Piano industriale 2015-2019
Il piano industriale 2015-2019, sotto la guida di Mauro Moretti, ha previsto l'assorbimento delle controllate AgustaWestland, Alenia Aermacchi, Oto Melara, Selex ES e WASS nella società capogruppo. La nuova Finmeccanica, operativa come azienda unica dal 1º gennaio 2016, è strutturata in quattro settori (elicotteri, aeronautica, elettronica e difesa e sistemi di sicurezza, spazio) e sette divisioni (elicotteri, velivoli, aerostrutture, sistemi avionici e spaziali, elettronica per la difesa terrestre e navale, sistemi di difesa, sistemi per la sicurezza e le informazioni).
A fine 2018 è stata creata la nuova divisione Electronics, nella quale confluiscono le divisioni elettronica per la difesa terrestre e navale, sistemi avionici e spaziali e sistemi di difesa, cui si aggiungono inoltre le due linee di business traffic control systems e automazione, afferenti alla divisione sistemi per la sicurezza e le informazioni.
La riduzione dell'indebitamento e dei costi di gestione e il recupero della redditività hanno portato il titolo azionario, nel 2015, a raddoppiare la sua quotazione rispetto all'anno precedente passando dai 5,73 € del maggio 2014 ai 12,11 € di settembre 2015. Le agenzie di rating Moody's, Standard & Poor's e Fitch hanno rivisto l'outlook da negativo a stabile. La capitalizzazione di mercato è quasi raddoppiata, passando dai 3,3 miliardi di euro del maggio 2014 agli attuali 7 miliardi di euro.

### Da Finmeccanica a Leonardo

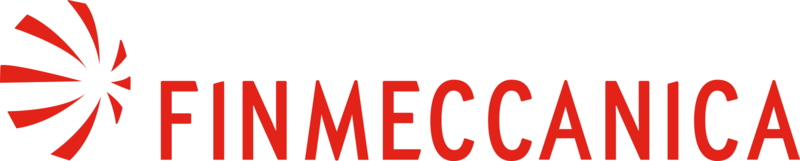
Il logo di Finmeccanica utilizzato fino al 2016

Dal 2016 è stato avviato un processo di fusione per far confluire tutte le aziende controllate nella società principale, Finmeccanica. Pochi mesi dopo è iniziata anche l'operazione di rebranding del gruppo, modificandone la denominazione sociale ispirandosi allo scienziato Leonardo da Vinci; il cambio di nome è stato confermato dall'assemblea degli azionisti del 28 aprile 2016, con decorrenza dal 1º gennaio 2017. Il 16 maggio 2017 il consiglio di amministrazione ha nominato Alessandro Profumo nuovo amministratore delegato della società che nel settembre successivo ha nominato i nuovi vertici aziendali.

### Casocyber-security
A giugno 2018, in seguito a un'indagine interna e ad alcune contestazioni per presunte irregolarità nei rapporti con fornitori e altre operazioni, Andrea Biraghi ha presentato all'azienda le proprie dimissioni dalla carica di direttore della divisione Sistemi per la Sicurezza e le Informazioni. Alle dimissioni di Biraghi è seguito il licenziamento del suo collaboratore e responsabile degli acquisti, Stefano Orlandini. 

In sostituzione del manager uscente, l'amministratore delegato Profumo ha nominato ad interim Norman Bone, già a capo della divisione Avionica del gruppo, responsabile della divisione Sistemi per la Sicurezza e le Informazioni. La nomina è resa pubblica sul sito del Gruppo Leonardo. La notizia, che ha avuto scarsa eco nella carta stampata, è stata oggetto di un'interrogazione parlamentare.
In dicembre 2020 diviene pubblico il fatto che da maggio 2015 a gennaio 2017 dati e informazioni per un totale di 10 GB e 100.000 file sono stati sottratti e/o captati con tecniche di hackeraggio, con finalità da individuare.

### L'acquisizione di Vitrociset
Nel settembre 2018 il gruppo Leonardo compra Vitrociset, realtà in cui già deteneva una partecipazione dell'1,46%, esercitando il diritto di prelazione sull'acquisto del 98,54% e scalzando quindi l'offerta di Fincantieri e Mer Mec, azienda del gruppo pugliese Angel di Vito Pertosa. L'acquisizione è completata alla fine di gennaio del 2019 dopo le autorizzazioni Golden Power e Antitrust.

### Armi nucleari
Dal rapporto ICAN 2019, l'azienda risulta impegnata in armamenti nucleari attraverso la joint venture MBDA.

### Nuovi sviluppi
Nel giugno 2022 la controllata statunitense Leonardo DRS ha concordato un'acquisizione della controllata statunitense dell'azienda israeliana di radar e sistemi avionici RADA Electronic Industries. La nuova controllata di Leonardo sarà quotata alle borse Nasdaq e Tel Aviv con il nome di DRS, con gli azionisti di RADA che riceveranno il 19,5% del business combinato e Leonardo deterrà il resto. Nello stesso anno, sempre per quanto riguarda Leonardo DRS, è perfezionata la cessione di Global Enterprise Solutions e della Joint Venture Advanced Acoustic Concepts a TDSI (controllata di Thales). e contemporaneamente l'acquisto del 25,1% (quota pari a quella detenuta dal governo tedesco) dell'azienda Hensoldt società nel campo dei sensori per applicazioni in ambito difesa e sicurezza.
Il 3 marzo 2025 viene costituita Leonardo Rheinmetall Military Vehicles, joint venture posseduta al 50% da Leonardo e al 50% dal gruppo Rheinmetall. La società, avente sede a Roma, si candida per una commessa da 23 miliardi di euro in 15 anni per il rinnovo dei mezzi terrestri dell'Esercito italiano (280 carri armati e 1000 mezzi di fanteria leggeri). I soci paritetici scelgono alternativamente il presidente e l'amministratore delegato del nuovo soggetto giuridico.
Il 9 luglio 2025 acquisisce Axiomatics, un'azienda svedese specializzata in cyber security. 
Il 30 luglio 2025, Leonardo S.p.A. acquisce IDV ed Astra per 1,7 miliardi di euro. 
Sempre nel luglio 2025 iniziano le trattative per la vendita da parte di Leonardo della divisione Astra a Rheinmetall, nel più ampio accordo LRMV.

## Struttura
L'azienda opera in quattro settori: Elicotteri, Aeronautica, Elettronica per la Difesa e Sicurezza e Spazio. 

### Aeronautica

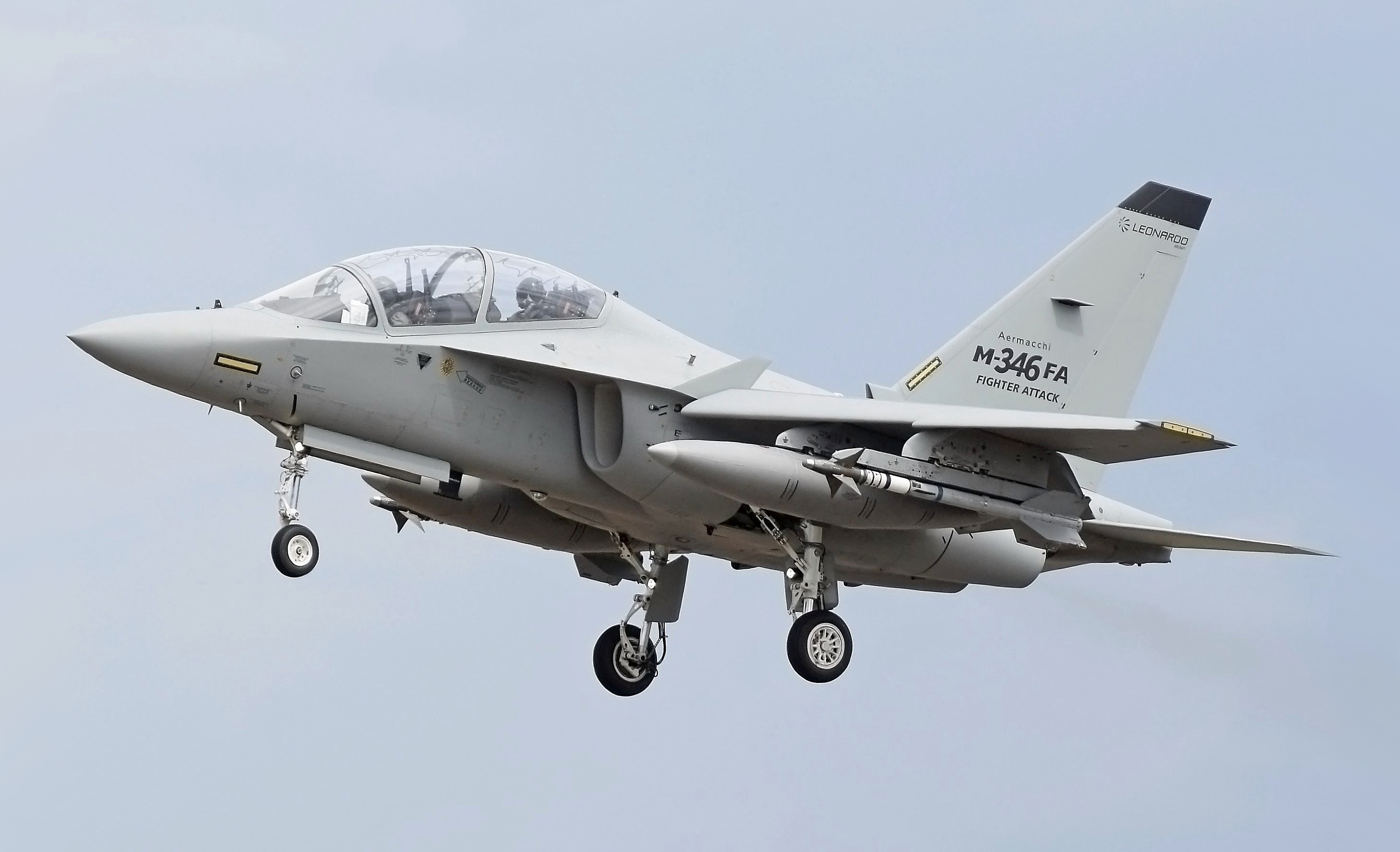
M-346

Leonardo produce velivoli militari e civili, aeromobili a pilotaggio remoto di nuova generazione, aerostrutture per velivoli civili e militari, elettronica per la sicurezza e sistemi cyber. Controlla il 25% di MBDA, che si occupa della progettazione, sviluppo e produzione di missili e sistemi missilistici per qualsiasi tipo di piattaforma e per i principali settori di mercato: air dominance, battlefield engagement, superiorità marittima e difesa aerea per sistemi terrestri.
Leonardo sviluppa, produce e manutiene i velivoli AMX, MB-326, MB-339, M-345 e il nuovo M-346, e gli aerei da trasporto C27.
Partecipa ai programmi Panavia Tornado e Eurofighter (comprendendo l'avionica e i sistemi) e detiene il 50% della joint venture ATR (l'altro 50% è di Airbus Group), che produce aerei regionali a turboelica e gli aerei da pattugliamento marittimo ATR72.
Partecipa inoltre al programma JSF F35. L'Italia è un partner di secondo livello nel programma Joint Strike Fighter (JSF), che l'Aeronautica Militare e la Marina italiana hanno scelto per rinnovare le loro unità tattiche.
L'11 settembre 2019 le aziende leader nel settore della difesa del Regno Unito (BAE Systems, Leonardo UK, Rolls Royce e MBDA UK) e gli attori principali dell'industria italiana (Leonardo Italia, Elettronica, Avio Aero e MBDA Italia) hanno annunciato l'intenzione di collaborare alle attività relative al Combat Air System Tempest firmando una Dichiarazione di Intenti. Il 9 dicembre 2022, con un comunicato congiunto dei tre governi, Regno Unito, Giappone ed Italia annunciano il Global Combat Air Programme (GCAP), dicitura per la nuova partnership fra le tre nazioni per portare a compimento la sesta generazione di aerei da combattimento. In pratica, il progetto del Tempest si fonderà ora a quello dell'F-X nipponico sviluppato dalla Mitsubishi. Lo sviluppo vedrà materialmente la luce dal 2024 e il caccia entro il 2035.
DRS produce i droni da ricognizione DRS RQ-15 Neptune e DRS Sentry HP, mentre Leonardo insieme ad Airbus Defence and Space e Dassault Aviation sta sviluppando European MALE RPAS ed il drone stealth Dassault nEUROn in cui fornirà il 22% degli stanziamenti (90 milioni di euro) attestandosi così al secondo posto per partecipazione nel progetto dopo la Francia. Il contributo tecnologico italiano verterà sulla progettazione e costruzione dell'impianto di generazione e distribuzione elettrica, del sistema dei dati aria e del sistema automatico di Detection e Recognition dei target "Smart Integrated Weapon Bay" (SIWB): cuore del sistema è il sensore IOH (Integrated Optronic Head) di Selex Galileo. Infine, insieme alla Francia e alla Svezia, l'Alenia parteciperà alle prove di volo del dimostratore. Oltre a sviluppare in proprio il Leonardo Falco Xplorer ed il Selex ES Falco.

### Elicotteri

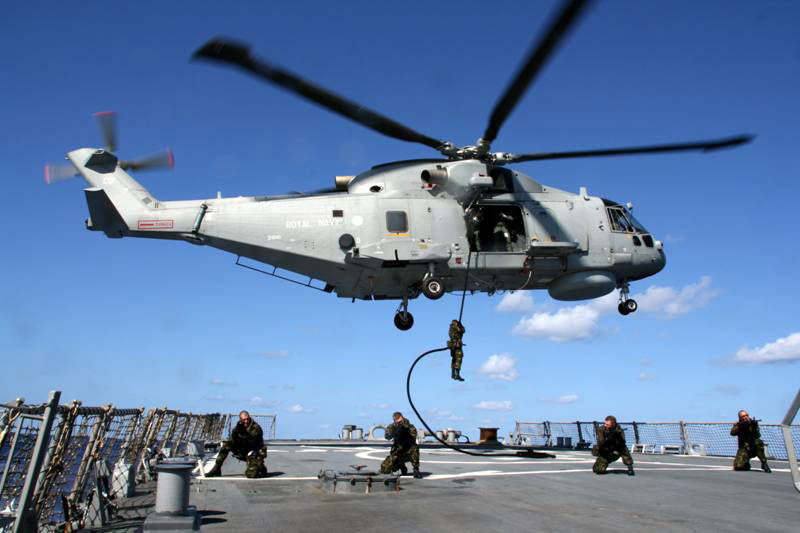
AW101

Leonardo gestisce progettazione, sviluppo, collaudo, produzione, supporto e commercializzazione di un'ampia gamma di elicotteri per usi commerciali, di pubblica utilità, di sicurezza e per la difesa. La produzione copre tutte le principali categorie di peso, dal monomotore da 1,8 tonnellate al trimotore da 16 tonnellate. Tutti gli elicotteri sono integrati per un uso duale tranne alcuni utilizzati per specifici impieghi militari (NH90, Super Lynx 300, AW129, AW159). Nel 2010, Leonardo acquista la PZL Świdnik, il più grande costruttore di elicotteri della Polonia. L'elicottero di punta è il Dual Use AW139, il quale a gennaio 2020 ha raggiunto la quota di 1000 unità consegnate.
Ad aprile 2020 viene annunciata l'acquisizione di Kopter da parte di Leonardo, assicurando così a quest'ultima un modello di piccola taglia, il SH09.
Leonardo ha inaugurato il nuovo terminal elicotteristico "Casa Agusta" con la collaborazione di Falcon Aviation Services in occasione di Expo Dubai 2020. Durante la fiera è stato presentato il nuovo brand VIP "Agusta", che riprende il vecchio nome di una delle aziende assorbite dal gruppo, volto a rafforzare la presenza dell'azienda nel trasporto executive con ala rotante.
Leonardo sta sviluppando anche il drone elicottero AWHERO.

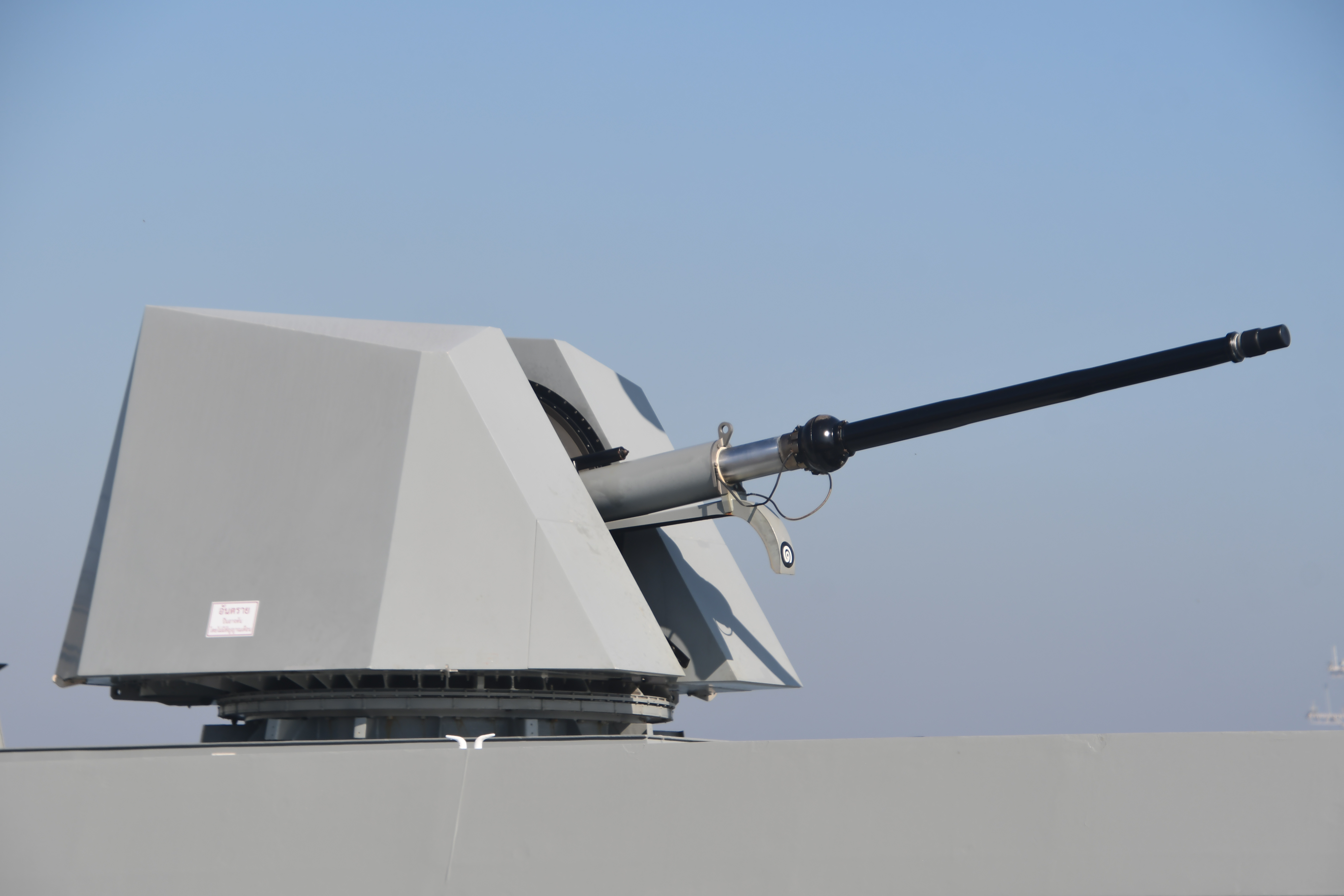
Cannone navale OTO Melara 76/62 Super Rapido

### Elettronica per la difesa e sicurezza
Leonardo realizza sistemi per la difesa, l'aerospazio, la sicurezza e la protezione delle informazioni, delle infrastrutture e del territorio. Realizza e integra sistemi per il controllo e la gestione del traffico aereo e marittimo e per il controllo e la protezione dei confini terrestri e marittimi e sviluppa reti di comunicazioni sicure e soluzioni per la gestione di infrastrutture e sistemi. I servizi offerti comprendono anche la progettazione e la gestione di infrastrutture informatiche, nonché il trattamento dati ai fini di intelligence e cyber security.
Leonardo è inoltre attiva nella progettazione, sviluppo e produzione di artiglieria navale, veicoli corazzati (con il CIO) e sistemi subacquei. Leonardo opera nel settore elettronica, difesa e sistemi di sicurezza anche tramite la controllata statunitense DRS Technologies e la joint venture MBDA, di cui possiede il 25% (il 37,5% è di Airbus Group e l'altro 37,5% è di BAE Systems), attiva nella produzione di missili e sistemi missilistici.

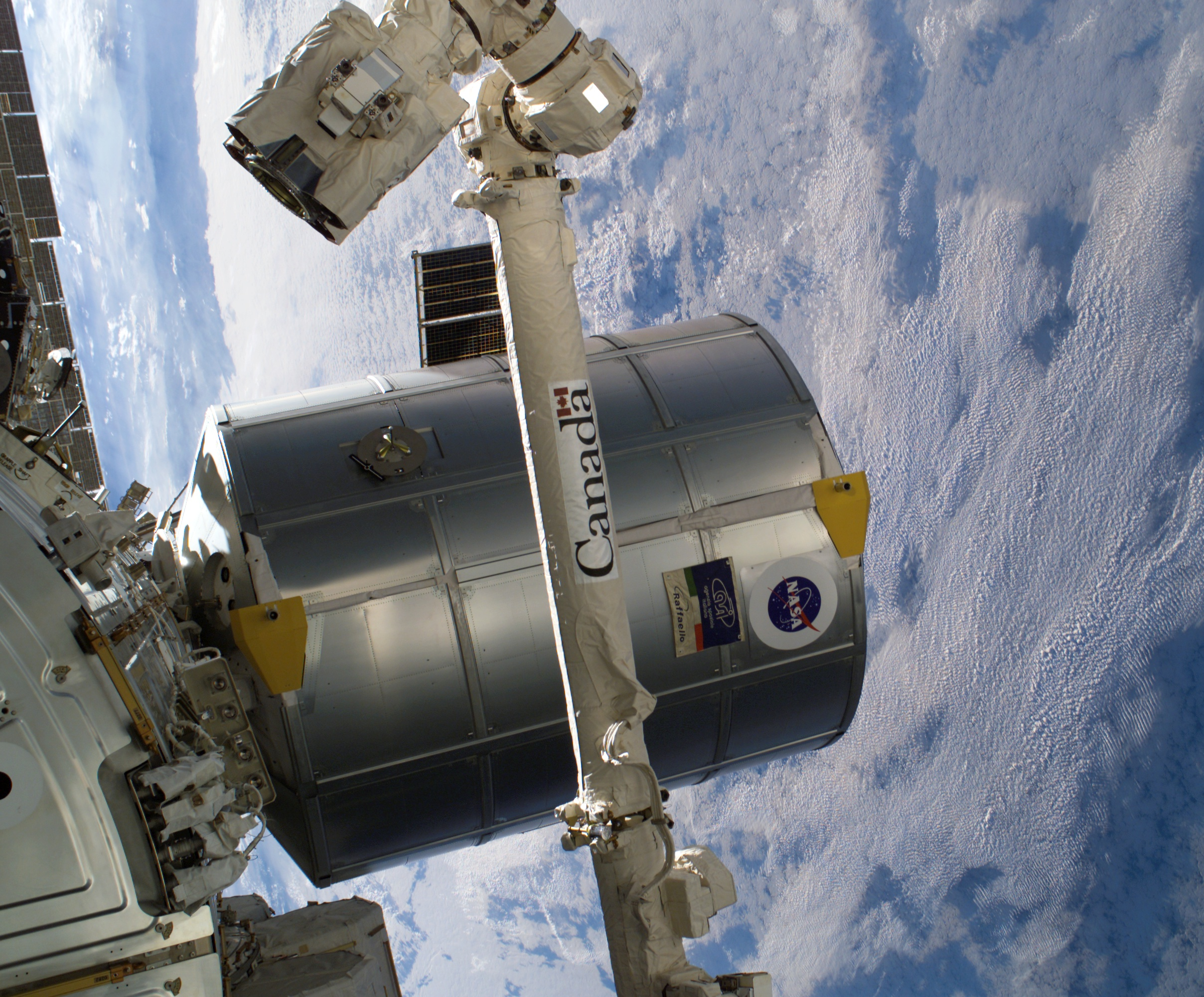
Raffaello MPLM

Dal 2024 la divisione Elettronica per la difesa e sicurezza (di cui fa parte l'ex OTO Melara) è al centro della nuova joint venture LRMV per la produzione della nuova generazione del carro armato e del nuovo veicolo da combattimento per la fanteria per l'Esercito Italiano.

### Spazio
Telespazio, società partecipata al 67% da Leonardo ed al 33% da Thales, è tra i principali operatori nella gestione di satelliti e nei servizi satellitari di osservazione della Terra, navigazione, connettività integrata e a valore aggiunto. Telespazio gestisce anche OPTSAT-3000 il primo satellite ottico militare italiano. Leonardo è attiva nello sviluppo e produzione di sistemi satellitari per la navigazione, le telecomunicazioni, la meteorologia, il controllo ambientale, la difesa, le missioni scientifiche e l'osservazione della Terra tramite un'alleanza con Thales Alenia Space (67% Thales e 33% Leonardo).

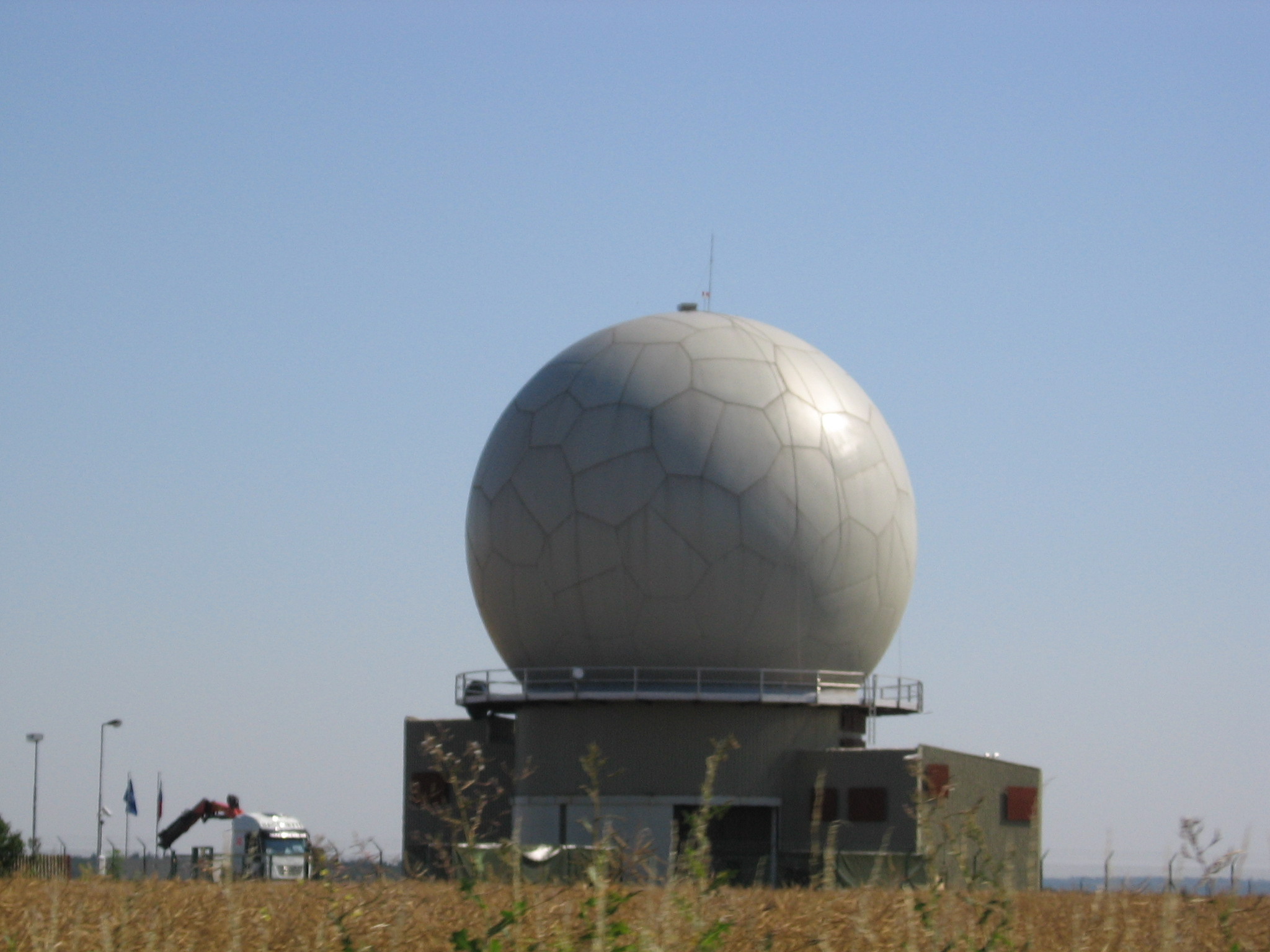
Radar Selex RAT 31/DL

### Armamento terrestre

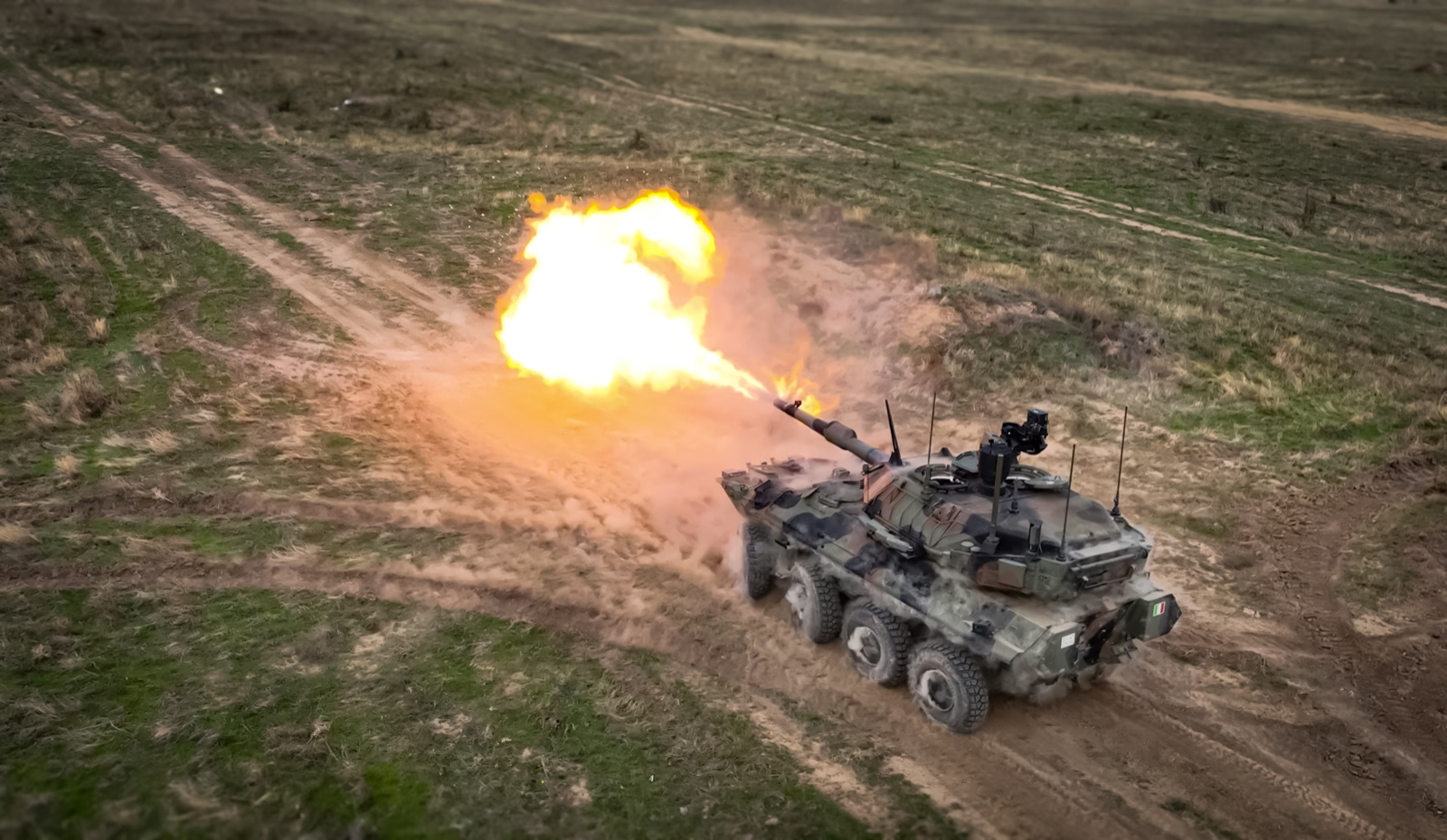
Il Centauro II.

Leonardo è sempre stata attiva nella produzione di veicoli militari tramite il CIO ma nel luglio 2025 acquisce IDV per 1,7 miliardi di euro. 
Con tale operazione passano sotto il controllo di Leonardo:
- 5 stabilimenti produttivi di IDV: 2 in Italia (Bolzano e Vittorio Veneto) 1 in Romania, 1 in Germania e 1 in Brasile.
- 2000 dipendenti IDV, di cui 1100 in Italia.
- lo stabilimento Astra di Piacenza
- 500 dipendenti Astra

Creando, di fatto, una completa divisione specializzata in sistemi di armamento terrestre, che va ad aggiungersi alla già concreta LRMV.
Sempre nel luglio 2025 iniziano le trattative per la vendita da parte di Leonardo della divisione Astra a Rheinmetall, proprio nel più ampio accordo LRMV.

### Sedi e attività nel mondo
I siti di Leonardo sono distribuiti in venti Paesi (42% in Italia e 58% all'estero). I Paesi utilizzatori di prodotti, sistemi e servizi forniti dalla società sono circa 150.
Le attività produttive e le basi industriali e commerciali principali sono collocate prevalentemente, oltre che in Italia, nel Regno Unito, in Polonia e negli Stati Uniti. Nel tempo la società ha stabilito una solida presenza anche in Francia e Germania ed è partner di riferimento in diverse collaborazioni industriali su scala internazionale.
Leonardo è membro dell'Istituto europeo per le norme di telecomunicazione (ETSI).
Leonardo è membro fondatore della Fondazione Ansaldo, uno dei più grandi archivi di impresa italiani.

## Consiglio d'amministrazione
- Stefano Pontecorvo: Presidente
- Roberto Cingolani: Amministratore Delegato[78] e Direttore Generale
- Trifone Altieri, Giancarlo Ghislanzoni, Enrica Giorgetti, Dominique Levy, Fabrizio Mandelli, Francesco Macrì, Cristina Manara, Silvia Stefini, Elena Vasco e Steven Wood: consiglieri.

Fonte: Leonardo S.p.a., consiglio d'amministrazione

## Presidenti
L'attuale presidente è l’Amb.Stefano Pontecorvo, già Consigliere diplomatico del Ministero della Difesa.

### Leonardo-Finmeccanica
- Sergio Carbone (giugno 1997 - ottobre 2000)
- Alberto Lina (ottobre 2000 - maggio 2002)
- Pier Francesco Guarguaglini (maggio 2002 - novembre 2011)
- Giuseppe Orsi (dicembre 2011 - febbraio 2013)
- Guido Venturoni (febbraio - luglio 2013) f.f.

### Leonardo
- Gianni De Gennaro (luglio 2013 - maggio 2020)
- Luciano Carta - (maggio 2020 - maggio 2023)
- Stefano Pontecorvo (dal maggio 2023)

## Azionariato
L'azionariato comunicato alla Consob è il seguente:
- Ministero dell'economia e delle finanze: 30,2%
- Investitori istituzionali: 50,8%
- Investitori individuali: 17,2%
- Azioni proprie: 0,6%
- Non identificati: 1,2%

## Partecipazioni azionarie
Elenco delle partecipazioni aggiornato al 23 aprile 2021.
Partecipazioni in imprese controllate
- 100% Finmeccanica Do Brasil Ltda (controllata brasiliana)
  - 51% Leonardo&Codemar SA (joint venture con Codemar)
- 100% Finmeccanica Finance Sa
- 100% Leonardo Global Solutions (già Finmeccanica Global Services Spa)
- 100% Finmeccanica North America Inc.
- 100% Finmeccanica Uk Ltd
- 100% Leonardo Logistics (già Fata Logistic Systems)
- 100% PZL Świdnik (la più grande azienda produttrice di elicotteri polacca)
- 100% Meccanica Holdings Usa Inc.
- 100% So.Ge.Pa Spa, società generale di partecipazioni
- 100% Vitrociset Spa (azienda che opera nel campo delle tecnologie dell'informazione e della comunicazione e della logistica)
- 100% Kopter (azienda svizzera di costruzione di elicotteri)
- 100% Sistemi Dinamici Spa (sviluppo di sistemi elicotteristici a pilotaggio remoto)
- 100% Leonardo US Holding[81]
  - 80,5% DRS
    - 25,1% Hensoldt AG (società tedesca nel campo dei sensori per applicazioni in ambito difesa e sicurezza)
    - 100% Daylight Solutions Inc. (azienda californiana per lo sviluppo di prodotti laser a tecnologia a cascata quantica[82])
- 67% Telespazio Spa, società sottoposta a controllo congiunto (azienda di telecomunicazioni satellitari e spaziali)
  - 80% e-GEOS S.p.A., società partecipata al 20% dall'Agenzia Spaziale Italiana (società per lo sviluppo, produzione e commercializzazione di servizi di telerilevamento, e-GEOS gestisce l’attività di utilizzazione della costellazione satellitare COSMO-SkyMed, fatta salva la competenza della Difesa in chiave duale, e la gestione degli impianti ASI di Matera e Malindi[83])
    - 100% GAF (azienda tedesca di telerilevamento satellitare)[84]

  - 100% Telespazio France
  - 100% Telespazio VEGA Deutschland, (controllata al 100% da e-GEOS)
    - 50% Spaceopal (joint venture partecipata al 50% dall'agenzia spaziale tedesca DLR)

  - 100% Telespazio VEGA United Kingdom
  - 100% Telespazio Ibérica
  - 61% Rartel (una joint venture posseduta al 39% da RADIOCOM, Societatea Naţională de Radiocomunicaţii S.A. controllata dal Ministero delle Comunicazioni e della Società dell'Informazione rumeno)
  - 100% Telespazio Brasil
  - 100% Telespazio Argentina
- 100% Iveco Defence Vehicles
  - 100% Astra
- 65% GEM Elettronica Srl (azienda che opera nel settore dell'elettronica navale)[85]
- 60% Larimart Spa (società operante nel settore dell'elettronica per la difesa e della guerra elettronica)

Altre partecipazioni
- 100% Consorzio Iveco Oto Melara
- 50% AMSH BV, società sottoposta a controllo congiunto
- 50% ATR (joint venture con Airbus Group per la produzione di aeromobili)
- 50% LIATEC - Libyan Italian Advanced Technology Company (società italo-libica di sviluppo tecnologico per la difesa)
- 50% EUROSYSNAV SAS (società francese per la difesa navale)
- 50% Leonardo Rheinmetall Military Vehicles (LRMV) joint venture con Rheinmetall che opera nel settore dell'industria per la difesa di terra[69] e coinvolge principalmente l'ex Oto Melara[86][87][88] di Leonardo.
- 49% OSN - Orizzonte Sistemi Navali S.p.A., società partecipata al 51% da Fincantieri (azienda che opera nel settore dell'ingegneria e della sistemistica navale, progettando e realizzando unità navali militari)
  - 50% Horizon Sas (consorzio temporaneo d'imprese italo-francese per la costruzione delle navi della classe Orizzonte e FREMM)
- 33% Thales Alenia Space SAS, società sottoposta a controllo congiunto (azienda di attività spaziali e costruzione satelliti)
- 31,33% Elettronica SpA (società operante nel settore dell'elettronica per la difesa e della guerra elettronica)
- 31% IND. A. E M. R. PIAGGIO SpA (amm. str.)
- 30% NGL Prime SpA (joint venture con ArianeGroup creata allo scopo di svolgere tutte le attività relative ai futuri lanciatori europei che non siano legate ad Ariane 5 o Vega o alle loro evoluzioni come il IXV)
- 29,65% Avio Spa[89] (società di produzione di lanciatori e vettori spaziali)
  - 70% SpaceLab, società partecipata al 30% dall'Agenzia Spaziale Italiana (società di ricerca e di sviluppo di nuove tecnologie e di infrastrutture di prova nel settore del trasporto spaziale)
  - 20% Turbo-Union Limited (consorzio nato a Bristol nel 1969 per la gestione dello sviluppo del motore RB199 che equipaggia il Panavia Tornado)
- 28% Industria Italiana Autobus Spa (azienda italiana produttrice di autobus)
- 25% MBDA, società sottoposta a controllo congiunto (azienda produttrice di sistemi missilistici)
- 21% Eurofighter GmbH (consorzio europeo che si occupa della produzione e lo sviluppo dell'Eurofighter)
- 15% Panavia Aircraft GmbH (compagnia multinazionale costituita insieme a Germania e Regno Unito al fine di sviluppare e costruire il Panavia Tornado)
- 14% BCV Investments Sca
- 14% ITP Srl (società di innovazione e supporto tecnologico nei settori dell'agroalimentare, biotecnologico e dell'industria del processo)
- 11% Eurotech Spa (società di ricerca, sviluppo e produzione di computer miniaturizzati e di computer ad elevate prestazioni)
- 10% Atitech Spa (società di manutenzione di aeromobili)

Fonte principale: Bilancio consolidato gruppo Finmeccanica 2008

## Dati principali di bilancio 2007-2024
|                               | In milioni di Euro | In milioni di Euro | In milioni di Euro | In milioni di Euro | In milioni di Euro | In milioni di Euro | In milioni di Euro | In milioni di Euro | In milioni di Euro | In milioni di Euro | In milioni di Euro | In milioni di Euro |
| 2007                          | 2008               | 2009               | 2010               | 2011               | 2012               | 2013               | 2013               | 2014               | 2014               | 2015               | 2016               |                    |
| ----------------------------- | ------------------ | ------------------ | ------------------ | ------------------ | ------------------ | ------------------ | ------------------ | ------------------ | ------------------ | ------------------ | ------------------ | ------------------ |
| Ordini                        | 17.916             | 17.575             | 21.099             | 22.453             | 17.434             | 15.869             | 17.571             | 15.059             | 15.619             | 12.667             | 12.371             | 19.951             |
| Portafoglio ordini            | 39.304             | 42.937             | 45.143             | 48.668             | 46.005             | 44.908             | 42.697             | 36.831             | 38.234             | 29.383             | 28.793             | 34.798             |
| Ricavi                        | 13.429             | 16.504             | 18.176             | 18.695             | 17.318             | 16.504             | 16.033             | 13.690             | 14.663             | 12.764             | 12.995             | 12.002             |
| Ebita                         | 7,8%               | 8,7%               | 8,7%               | 8,5%               | -216               | 1.006              | 949                | 878                | 1.080              | 980                | 1.208              | 1.252              |
| Risultato netto ordinario     | nd                 | nd                 | nd                 | nd                 | nd                 | nd                 | 74                 | (649)              | 70                 | 15                 | 253                | 545                |
| Risultato netto               | 521                | 621                | 718                | 557                | -2.306             | -792               | 74                 | 74                 | 20                 | 20                 | 527                | 507                |
| Indebitamento netto di Gruppo | 1.158              | 3.383              | 3.070              | 3.133              | 3.443              | 3.382              | 3.316              | 3.902              | 3.962              | 3.962              | 3.278              | 2.845              |
| FOCF                          | 375                | 469                | 563                | 443                | -358               | 91                 | (307)              | (220)              | (137)              | 65                 | 307                | 706                |
| Addetti                       | 60 748             | 73 398             | 73 056             | 75 197             | 70 474             | 67 408             | 63 835             | 56 282             | 54 380             | 54 380             | 47 156             | 45 631             |

|                               | In milioni di Euro | In milioni di Euro | In milioni di Euro | In milioni di Euro | In milioni di Euro | In milioni di Euro | In milioni di Euro | In milioni di Euro |
| 2017                          | 2018               | 2019               | 2020               | 2021               | 2022               | 2023               | 2024               |                    |
| ----------------------------- | ------------------ | ------------------ | ------------------ | ------------------ | ------------------ | ------------------ | ------------------ | ------------------ |
| Ordini                        | 11.595             | 15.124             | 14.105             | 13.754             | 14.307             | 17.266             | 17.926             | 20.945             |
| Portafoglio ordini            | 33.578             | 36.118             | 36.513             | 35.516             | 35.534             | 37.506             | 39.529             | 44.178             |
| Ricavi                        | 11.527             | 12.240             | 13.784             | 13.410             | 14.135             | 14.713             | 15.291             | 17.763             |
| Ebita                         | 1.066              | 1.120              | 1.251              | 938                | 1.123              | 1.218              | 1.317              | 1.525              |
| Risultato netto ordinario     | 274                | 421                | 722                | 241                | 587                | 697                | 742                | 786                |
| Risultato netto               | 274                | 510                | 822                | 243                | 587                | 932                | 695                | 1.159              |
| Indebitamento netto di Gruppo | 2.579              | 2.351              | 2.847              | 3.318              | 3.122              | 3.016              | 2.323              | 1.795              |
| FOCF                          | 537                | 336                | 241                | 40                 | 209                | 539                | 635                | 826                |
| Addetti                       | 45 134             | 46 462             | 49 530             | 49.882             | 50.413             | 51.392             | 53.566             | 60.468             |

1. ↑  Dati rideterminati per effetto dell'adozione dell'IFRS11, che ha comportato il deconsolidamento delle joint venture del gruppo.
2. ↑  Dati rideterminati a seguito della riclassifica delle attività del settore Trasporti tra le discontinued operation

## Responsabilità sociale d'impresa
Fra le iniziative (culturali) già esistenti a beneficio degli stakeholder dell'azienda, il 5 giugno 2019 è stato presentato il primo numero della nuova rivista Civiltà delle macchine al Museo nazionale della scienza e della tecnologia Leonardo da Vinci di Milano.
Da aprile 2018 ha preso avvio un progetto, concordato con i sindacati, di lavoro agile, cioè trasferimento volontario dei dipendenti nelle sedi più vicine a casa e incentivo alla mobilità sostenibile.